# Kevin Chilton
Kevin Patrick Chilton (Los Angeles, 3 de novembro de 1954) é um ex-astronauta e ex-general da Força Aérea dos Estados Unidos. Militar de carreira, foi astronauta durante onze anos e atingiu o posto mais alto na hierarquia militar entre todos os astronautas norte-americanos, como general e chefe do Comando Estratégico dos Estados Unidos, entre outubro de 2007 e janeiro de 2011.

## Biografia
Chilton fez os estudos secundários na St. Bernard High School, em Los Angeles, formando-se em 1972 e adentrou a Academia da Força Aérea dos Estados Unidos onde formou-se em engenharia em 1976 e em engenharia mecânica na Universidade de Columbia no ano seguinte.
Formado como piloto de McDonnell Douglas F-4 Phantom II em 1978, ele foi designado para serviço no Japão. Entre 1978 e 1980 serviu como piloto de combate e instrutor no Japão, na Coreia e nas Filipinas. Em 1981 foi designado como piloto de McDonnell Douglas F-15 Eagle e no ano seguinte cursou a Escola de Chefes de Esquadrão na Base Aérea de Maxwell, no Alabama, formando-se como primeiro da turma. Em 1984 cursou a prestigiosa Escola de Pilotos de Teste da Força Aérea dos Estados Unidos, novamente graduando-se como primeira da classe. Passou então a servir na Base Aérea de Eglin, na Flórida, testando sistemas e armas em todos os modelos de F-15 e F-4, até ser selecionado para o curso de astronautas da NASA em 1987.

### NASA
Em 1987, Chilton entrou para o curso de astronautas da agência espacial, qualificando-se em 1988 como piloto de ônibus espacial. Depois de exercer várias funções técnicas em terra, incluindo a de CAPCOM, ele foi ao espaço pela primeira vez em maio de 1992, como piloto da STS-49, o primeiro voo do ônibus espacial do Endeavour, numa missão de nove dias. Seu segundo voo foi em abril de 1994, também como piloto da STS-59 Endeavour, desta vez numa missão mais prolongada, de onze dias, que colocou um radar-laboratório em órbita terrestre.
A terceira e última missão foi no comando da STS-76 Atlantis, a terceira missão de acoplamento de um ônibus espacial com a estação russa Mir, parte do Programa Shuttle-Mir, em março de 1996. No total, ele acumulou 709 horas no espaço.

### Força Aérea
Chilton deixou a NASA voltando à ativa da Força Aérea em 1998, após onze anos como astronauta, para assumir o cargo de Vice-Diretor de Negócios Políticos e Militares para Ásia, Pacífico e Oriente Médio. Comandando regiões aéreas sucessivamente, em abril de 2006 foi nomeado comandante do Comando Espacial da Força Aérea, no Colorado, quando recebeu sua quarta estrela como general. Em outubro de 2007 assumiu então a direção do Comando Estratégico dos Estados Unidos (USSTRATCOM), seu último posto militar na ativa, sendo o único astronauta americano a chegar a quatro estrelas na carreira militar.
Entre as diversas condecorações que recebeu na carreira, estão a Legião do Mérito e a Cruz de Voo Distinto.